# Maorisolfjäderstjärt
Maorisolfjäderstjärt (Rhipidura fuliginosa) är en fågel i familjen solfjäderstjärtar inom ordningen tättingar. IUCN kategoriserar arten som livskraftig. Maorisolfjäderstjärtar är en av de få inhemska fågelarterna på Nya Zeeland som anpassat sig till människan. Det är en av de vanligaste och spridda fåglarna på Nya Zeelands fastland.

## Utseende
Maorisolfjäderstjärtens rygg är mörkgrå eller gråbrun och bröstet samt magen är gul/orangefärgad med en svart horisontellt rand över bröstet under den vita halsen. Fågeln har vita fläckar ovanför ögonen och beroende på underart helvita stjärtfjädrar eller stjärtfjädrar med vita ytterkanter.
Fågeln är 16 cm lång varav halva kroppslängden består av stjärtfjädrarna. De yttre stjärtfjädrarna är ljusa och de inre mörkfärgade vilket kan observeras när fågeln fäller ut sina stjärtfjädrar som en solfjäder. Vissa underarter har mörkare fjäderdräkt, en svart morf, som utgör 4% av maorisolfjäderstjärtarna på Sydön och mindre än 1% på Nordön men förekommer inte alls på Chathamöarna. Den svarta morfen är helt mörk och saknar vita markeringar förutom en vit fläck bakom ögonen.
Juvenila fåglar liknar adulta fåglar men har en mer brunfärgad kropp och saknar tydliga färgmarkeringar.

## Ekologi

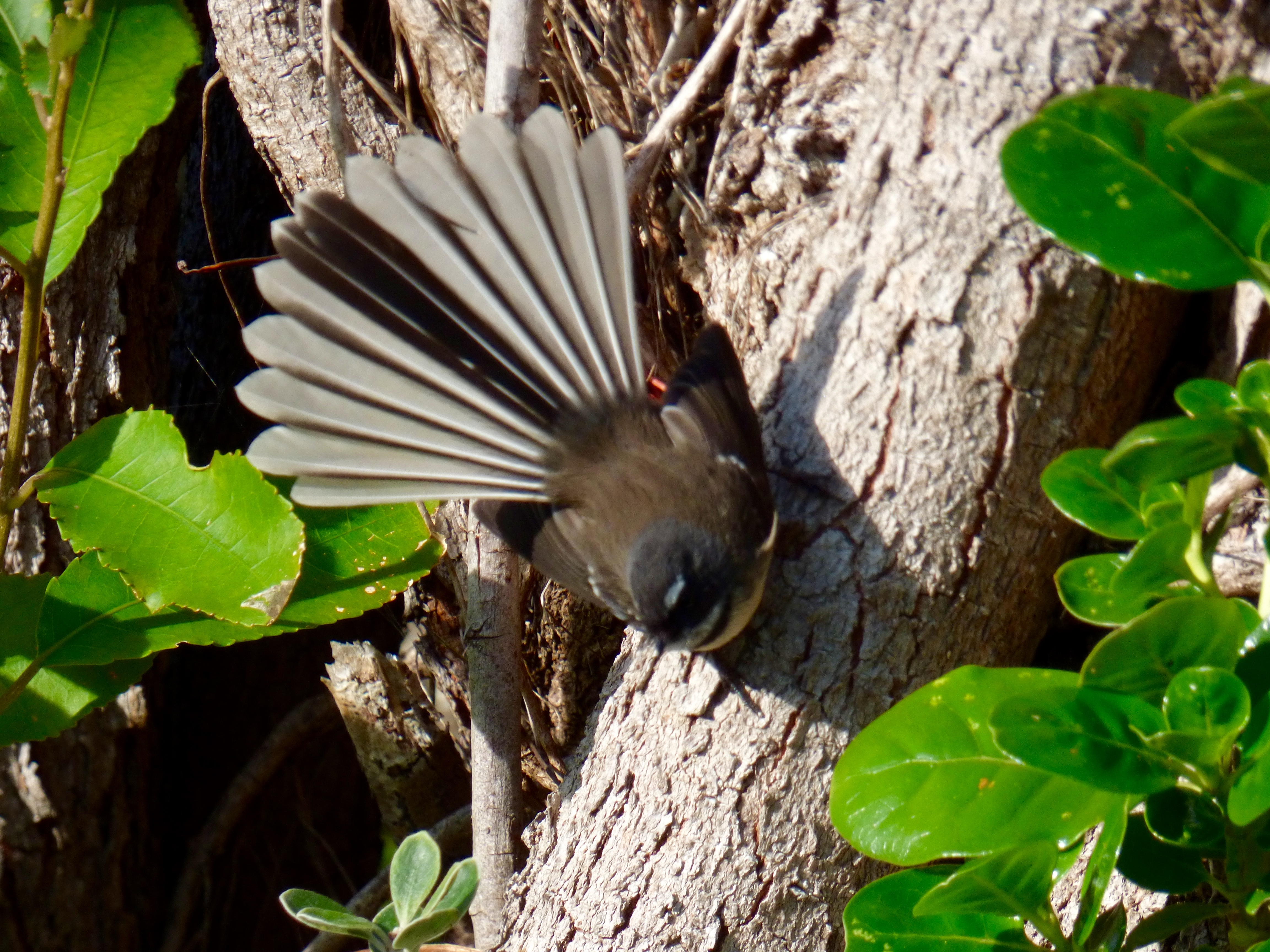
Maorisolfjäderstjärt i Ngā Manu naturreservat.

### Habitat
Maorisolfjäderstärten ursprungliga habitat är gles skog och buskskog men återfinns numera även på platser som används eller bebos av människor som parker, odlingar och trädgårdar. Fågeln lever från havsnivå upp till snögränsen.

### Föda
Maorisolfjäderstjärten har en bred variation av små insektsarter som födokälla. Fågeln använder sig av sina breda stjärtfjädrar för att snabbt kunna manövrera sig i luften när den jagar insekter. Ibland hänger de uppochned i grenar för att komma åt insekter på undersidan av blad och löv. De letar sällan föda på marken.
Maorisolfjäderstjärten använder sig av tre metoder för att fånga insekter.
- I gles skog eller vid öppen mark sätter sig fågeln på en utkiksplats för att spana efter insektssvärmar och flyger sedan mot bytet och tar flera insekter på en gång.
- I tätare växtlighet flyger fågeln runt för att störa insekter och få dem på flykt för att därefter fånga dem.
- Genom att följa efter andra fåglar eller djur som rör upp insekter när de rör sig genom naturen. Arter som maorisolfjäderstjärten ofta följer är gråryggig glasögonfågel, vithuvad mohua, parakiter, vårtkråkor och även människor.[4]

## Maorisolfjäderstjärten och människan
På maori heter fågeln pīwakawaka. I maorisk mytologi anses fågeln vara orsaken till död i världen. Maui trodde han kunde utrota döden genom att krypa igenom den sovande dödsgudinnan Hine-Nui-Te-Po med hennes sköte som ingång. Maorisolfjäderstjärten, som hade varnats av Maui att vara tyst, började skratta åt synen vilket väckte den sovande Hine-Nui-Te-Po som blev så arg att hon omedelbart dödade Maui.

## Underarter
Maorisolfjäderstjärt delas in i fyra underarter:
- Rhipidura fuliginosa fuliginosa: förekommer på Stewart Island och Sydön (Nya Zeeland).
- R. f. placabilis: förekommer på Nordön (Nya Zeeland).
- R. f. penitus: förekommer på Chathamöarna.
- R. f. cervina: förekom tidigare på Lord Howeön, men är nu utdöd.

## Status och hot
Arten har ett stort utbredningsområde, men tros minska i antal, dock inte tillräckligt kraftigt för att den ska betraktas som hotad. Internationella naturvårdsunionen IUCN listar arten som livskraftig (LC).

## Bildgalleri

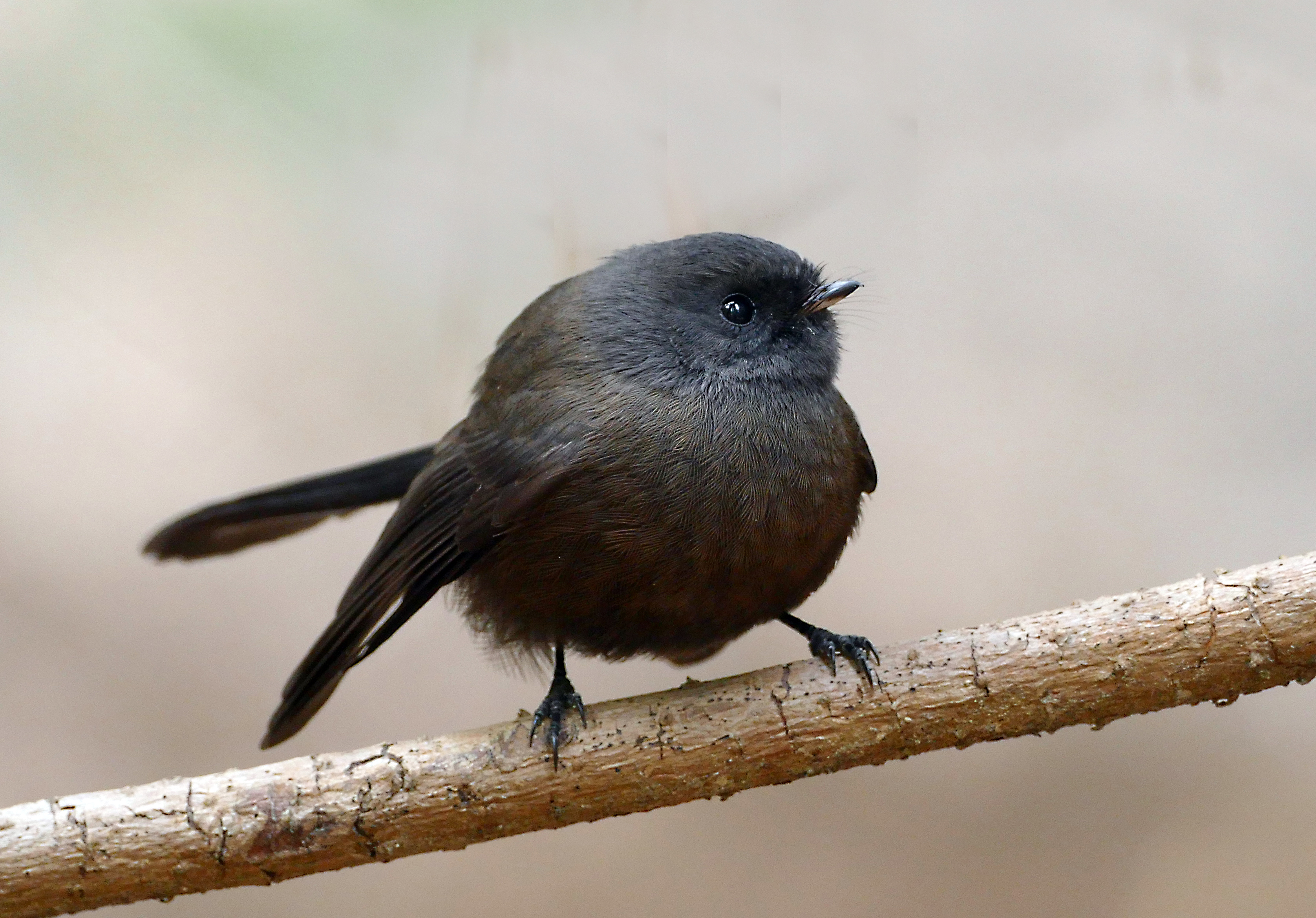
Svart maorisolfjäderstjärt
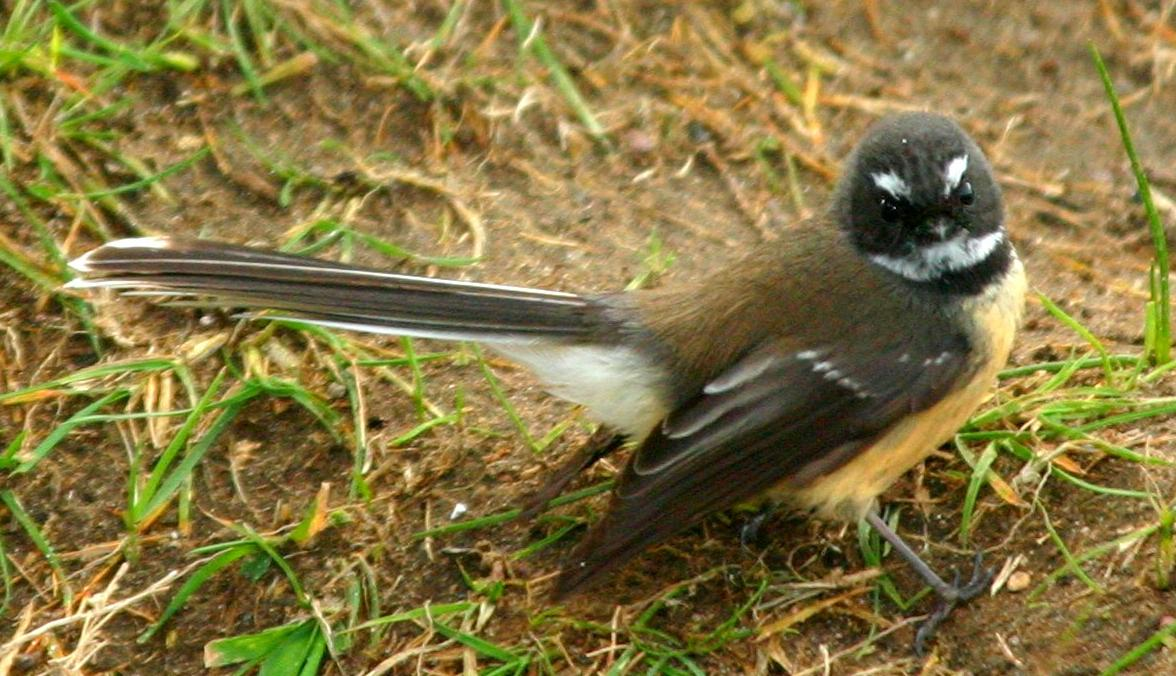
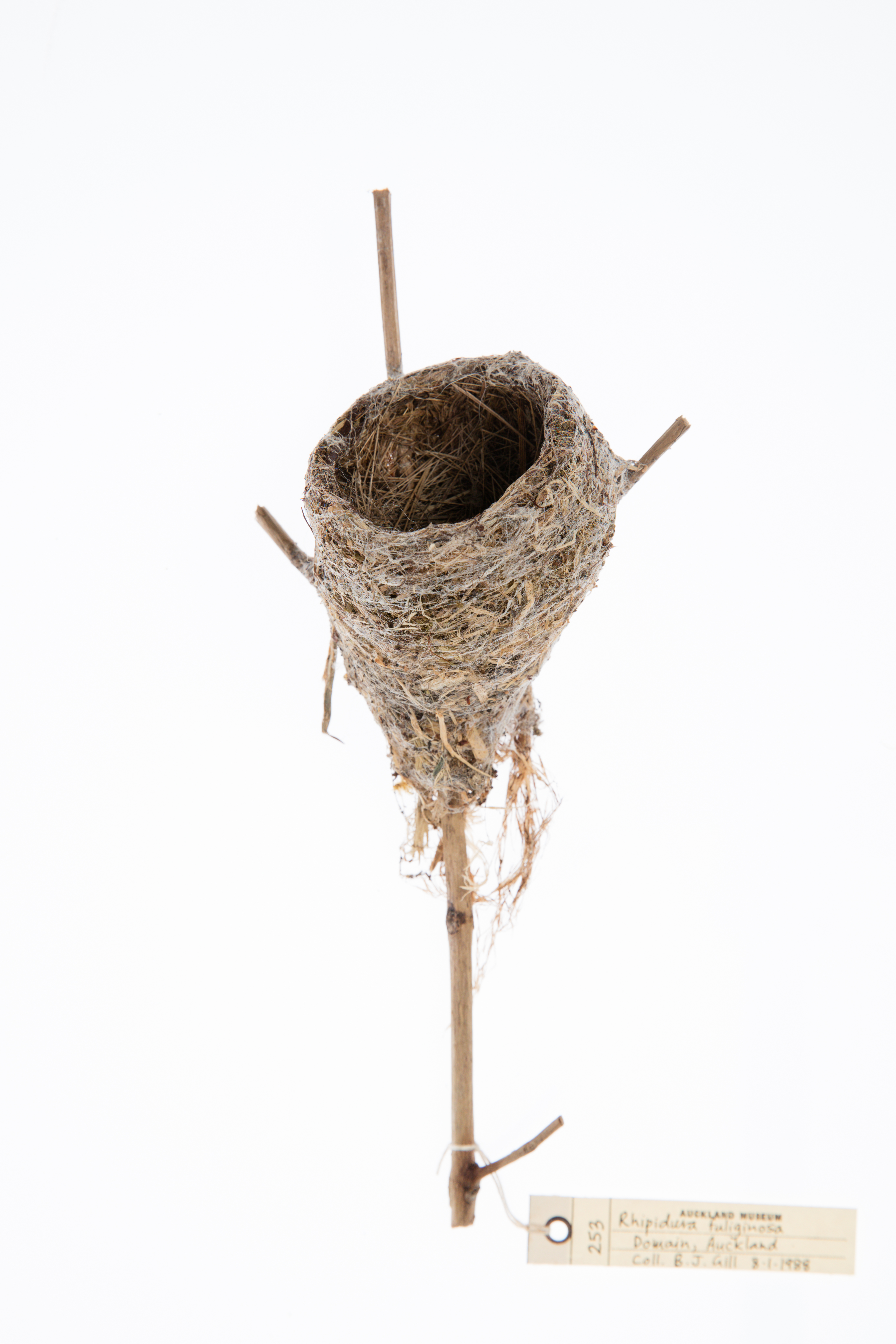
Fågelbo
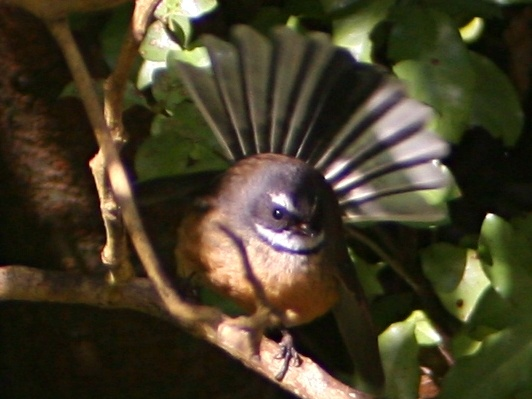

- Sjungande maorisolsfjäderstjärt